# Хотареле (Вилча)
Хотареле (рум. Hotarele) — село у повіті Вилча в Румунії. Входить до складу комуни Муеряска.
Село розташоване на відстані 161 км на північний захід від Бухареста, 9 км на північ від Римніку-Вилчі, 104 км на північний схід від Крайови, 112 км на південний захід від Брашова.

## Населення
За даними перепису населення 2002 року у селі проживали 466 осіб.
Національний склад населення села:
| Національність | Кількість осіб | Відсоток |
| -------------- | -------------- | -------- |
| румуни         | 452            | 97,0%    |
| цигани         | 10             | 2,1%     |

Рідною мовою назвали:
| Мова      | Кількість осіб | Відсоток |
| --------- | -------------- | -------- |
| румунська | 452            | 97,0%    |
| циганська | 10             | 2,1%     |